# Franz Kathreiner
Franz Kathreiner (* 1794; † 1866) war ein deutscher Unternehmer.

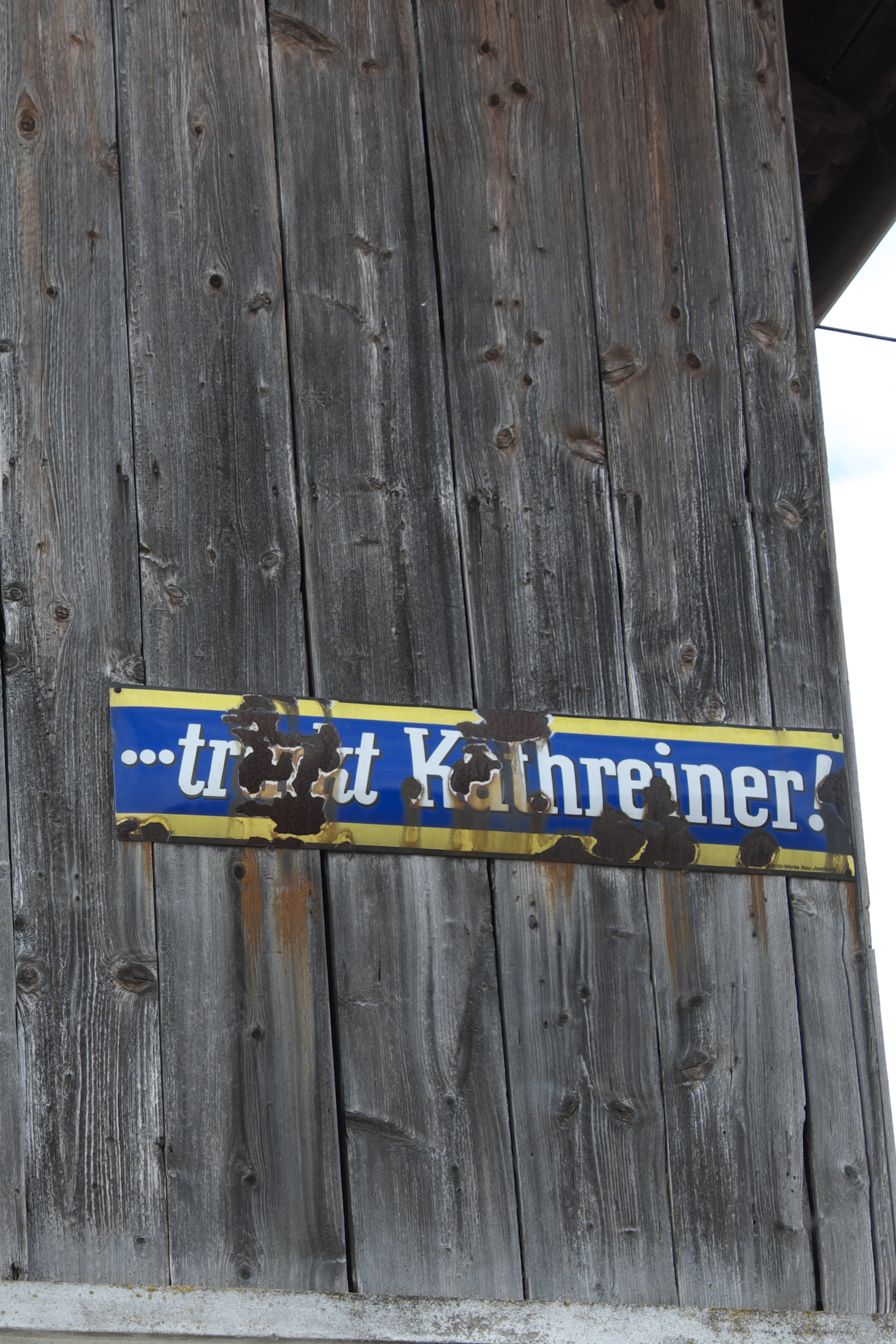
Werbeschild in Traubing: „... trinkt Kathreiner!“

Im Jahr 1829 gründete Franz Kathreiner in München ein Unternehmen, das sich auf die Herstellung von Brennöl spezialisierte und seit 1842 als Spezerei- und Farbwarenhandlung betrieben wurde. 1870 übernahm der Kaufmann Emil Wilhelm (1844–1919) das Geschäft unter dem neuen Namen Franz Kathreiners Nachfolger. Gemeinsam mit seinem 1876 eingetretenen Kompagnon Adolph Brougier (1844–1934) konzentrierte er das Geschäft auf den Import und Handel mit Kaffee, Tee, Gewürzen, Südfrüchten, Zucker, Speiseöl, Spirituosen und Tabak.
Der Name Kathreiner wurde ein Synonym für Malzkaffee.